# 橫山鄉
橫山鄉（臺灣客家語海陸腔：vang sanˋ hiongˋ）為台灣新竹縣的一個鄉，位於新竹縣中央。知名景點內灣位於此區的內灣村，包含內灣老街、內灣車站、內灣吊橋、內灣派出所及劉興欽漫畫暨發明展覽館等。

## 歷史
橫山鄉古名「橫山聯興庄」，為大山背山，其地名由來，係由芎林、石壁潭遠望，眼前一座有橫臥山頭，如屏障橫陳，而有橫山之稱。
橫山鄉的開發，由清乾隆年間至光緒年間的開墾，近百年的拓墾，在閩、客、平埔族人的合作下，在設隘防範、水患不斷的情形，亦逐漸地將橫山地區開墾完成。清朝雍正元年（1723年），橫山屬竹塹堡。乾隆二十一年（1756年），橫山隸屬淡水廳東廂二十五庄。清乾隆五十五年（1785年），終於有福建晉江人陳長順率子福成渡台，東向進墾鹿寮坑（今芎林鄉華龍村）、沙坑（今橫山鄉沙坑村）、大平地（橫山鄉沙坑村太平）、新城（今關西鎮南新里新城）、石門（同鎮新富里）一帶。清嘉慶九年（年1804），廣東饒平人劉子謙，由九芎林石壁潭（今芎林鄉石潭村），進墾大肚荒埔（今橫山鄉大肚村）。又進而開南窩至芎蕉湖一帶（均在今橫山鄉豐田村），於地設隘寮六座，隘丁二十四人以為防禦。
清嘉慶二十五年（1820年），九讚頭（今橫山鄉新興村）、山豬湖碧潭（今芎林鄉秀湖村、石潭村）、水坑（芎林鄉水坑村）、南河（今橫山鄉力行村南河）、燥坑（今芎林鄉新鳳村）、上、下橫坑（今關西鎮上林里、新力里），山豬湖墾戶劉引源、新興莊（今關西鎮北山、南山一帶）墾護衛壽宗等，為「生番」侵櫌，爰與眾莊籌議，由陳長順為首，招佃承墾，由南河及九讚頭起，至水坑、下橫坑止，所有為墾餘埔及山林，並任其起蓋隘寮，就地耕墾，幕丁防守，以保附近住民。清嘉慶末，陳長順之子福成，進墾沙坑（今橫山鄉沙坑村）至白石湖（今橫山鄉力行村南河）一帶。光緒年間，橫山改隸竹北一堡。
日治時代明治二十九年（1896年）屬臺北新竹支廳改隸竹北一堡，至大正九年（1920年）隸屬新竹州竹東郡橫山。戰後初期為省轄新竹市及新竹縣竹東區橫山鄉，民國35年（1946年）起改稱為新竹縣橫山鄉至今。

## 地理
橫山鄉位於新竹縣中央部位，東南與尖石、五峰相鄰，西北與芎林相接，東北與關西毗連，西面與竹東鎮隔溪為界。行政區域東西寬約13.8公里，南北長約14.2公里，總面積為66.35平方公里，其中心位置在東經一百二十一度八分十五秒，北緯二十四度四十三分三十三秒處。

### 地形
橫山鄉靠近雪山山脈，全鄉為平原、山岳、丘陵、河谷所構成。主要分成三個地帶：
- 平原地帶：為油羅溪及頭前溪、上坪溪之河谷平原，為該鄉主要農業區。
- 丘陵地帶：包括沙坑丘陵、十分寮丘陵、白石湖丘陵及山岳地區以北海拔500公尺以下之廣大地區，為旱作之主要產地。
- 山岳地帶：分佈於該鄉南方標高500公尺以上的山地，境內寺廟果園甚豐，林木茂密，屬於台灣西部衝上斷層山地之中央山脈及雪山山脈之中段。

### 地質
土壤分佈與地形有密切關係。
- 淺山低丘陵地帶，坡度較緩。
- 地形安定之處以黃壤為主。
- 在地形稍陡之地，則以崩積土較多。
- 在山地則以石質土為主，平原山澗台地則以沖積土。

### 部落
擁有大樹龍、大寮、新路坪、新公館、大空殼、騎龍、四份壢等部落，總稱大山背。

### 氣候
橫山鄉全境皆位於北回歸線以北，氣候屬副熱帶濕潤氣候，夏長冬短，年均溫約為攝氏22.2度，平均最高溫與最低溫分別為攝氏26度及攝氏19.2度。且因黑潮經過，濕度較高，其年平均相對濕度約在80%至90%之間，全年濕度相差不大。橫山鄉全年雨量豐沛，分別有5月至6月為梅雨季；7月至8月為降雨日數最少，但因颱風影響而有較多的雨量；9月中旬至11月受東北季風及颱風環流的雙重影響，暴雨頻仍；12月至翌年4月則有東北季風帶來綿綿細雨。其境內雨量分布情況為隨地勢高低變化，油羅溪及頭前溪、上坪溪二旁之平原地區約在年雨量1,600公厘左右，山區則因地形雨作用，雨量較多。
橫山鄉的風向大致分為10月至翌年4月的東北風與4月至10月的西南風，由於新竹地區經年季風盛行，冬季受到蒙古高壓帶氣流南下吹送的影響，寒冷乾燥，盛行東北風。橫山鄉年總和平均日照時數為1,975小時，平均每日日照時數為5.41小時，四季各季當中日照時數按照多少依序分別為夏季的771.2小時、秋季的567.9小時、春季的352.6小時、冬季的318.3小時。

### 人口
根據新竹縣橫山戶政事務所及新竹縣政府民政處統計，2024年底橫山鄉戶數約4.4千戶，人口約1.2萬人，鄉內人口最多與最少的村分別是橫山村與南昌村，2024年底兩村人口分別為3,538人與163人，其中南昌村也是新竹縣人口最少的村。

## 政治

### 歷任鄉長
- 溫安楨（官派）
- 詹德亮（官派）
- 劉崧生（鄉代表選出）
- 蔡錦榮（鄉代表選出）
- 第1-3屆范秉増（民選首任）
- 第4屆戴榮碧
- 第5屆古義汶
- 第6-7屆張阿旺
- 第8-9屆邱坤芳
- 第10屆羅榮照
- 第11屆古榮耀
- 第12屆溫文結
- 第13屆古榮耀
- 第14-15屆溫文結（因案褫奪公權，解職）
- 曾能穎（代理）
- 第16-17屆古榮耀
- 第18-19屆張志弘

### 鄉政組織
橫山鄉公所是橫山鄉最高層級的地方行政機關，在中華民國政府架構中為鄉自治的行政機關，同時負責執行縣政府及中央機關委辦事項，橫山鄉的自治監督機關為新竹縣政府。鄉長由全體鄉民直接選舉產生，任期為四年，可連選連任一次。橫山鄉公所並置鄉政會議，為鄉政最高決策機構，在鄉長之下，設有5課4室等9個內部單位及2個附屬機關。
橫山鄉民代表會是橫山鄉的最高民意機關，代表橫山鄉全體鄉民立法和監察鄉政。鄉民代表由公民直選選出，任期為四年，可連選連任。橫山鄉民代表會共有11位鄉民代表，分別為第一選區5席鄉民代表、第二選區3席鄉民代表、第三選區2席鄉民代表、第四選區1席鄉民代表，主席、副主席由11位鄉民代表互選產生。

### 行政區
| 橫山鄉行政區劃                                                                     |
| 大肚村 新 興 村 橫山村 田 寮 村 豐鄉村 南昌村 豐田村 \|力行村 沙坑村 福興村 內灣村 |

橫山鄉的行政區劃轄有橫山村、田寮村、南昌村、豐鄉村、豐田村、內灣村、力行村、福興村、沙坑村、新興村、大肚村等11村，共計152鄰。

## 教育

### 大專院校
- 中華科技大學新竹校區-航空學院:設有航空服務管理，航空機械，航空電子電機，觀光旅遊等系所

### 國民中學
- 新竹縣立橫山國民中學 （页面存档备份，存于）
- 新竹縣立華山國民中學 （页面存档备份，存于）

### 國民小學
- 新竹縣橫山鄉橫山國民小學 （页面存档备份，存于）
- 新竹縣橫山鄉內灣國民小學 （页面存档备份，存于）
- 新竹縣橫山鄉沙坑國民小學 （页面存档备份，存于）
- 新竹縣橫山鄉大肚國民小學 （页面存档备份，存于）
- 新竹縣橫山鄉田寮國民小學 （页面存档备份，存于）

## 醫療
橫山鄉曾屬臺灣的無醫鄉之一，過去鄉內僅有一間衛生所可提供醫療服務，至2018年初，鄉內已設有橫山庄診所。

## 交通

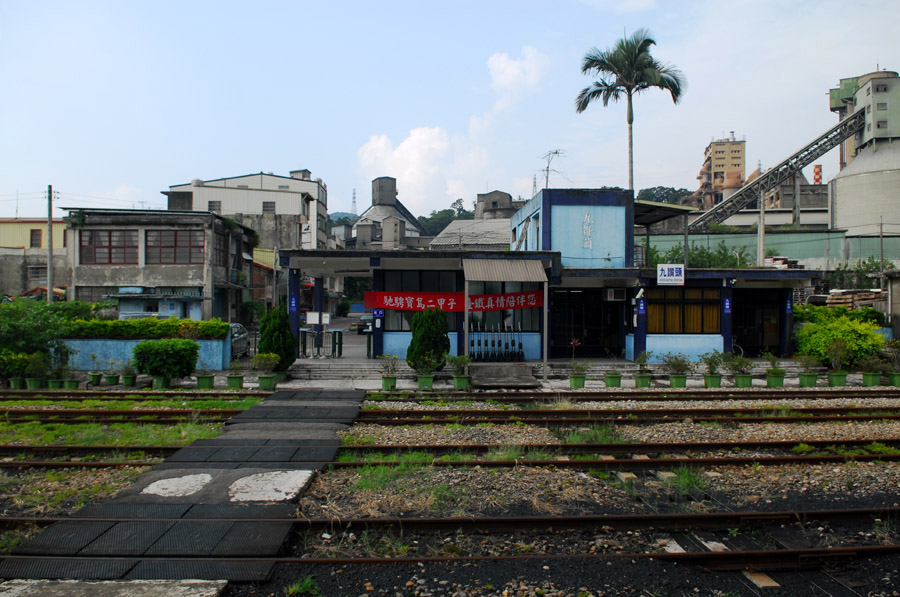
橫山鄉九讚頭車站

### 鐵路
臺灣鐵路管理局
- 內灣線：橫山車站 - 九讚頭車站 - 合興車站 - 富貴車站 - 內灣車站
- 橫山鄉轄內共5個台鐵車站，為台灣第2多台鐵車站的鄉鎮市區(最多為宜蘭縣頭城鎮的7個)。

### 公路
- 台3線
- 縣道120號：（芎林鄉－橫山鄉－尖石鄉）

### 客運
- 捷乘客運
  - 【5614】新竹－六家－芎林－下店子－香園窩口－九讚頭
  - 【5625】竹東－下公館－橫山－香園窩口－九讚頭－十分寮－內灣－尖石－梅花－那羅
  - 【5631】竹東－下店子－香園窩口－九讚頭－十分寮－內灣－尖石－水田－煤源－八五山
  - 【5634】竹東－下公館－橫山－香園窩口－九讚頭－十分寮－關西－龍潭－山子頂－中壢
  - 【5635】竹東－下公館－橫山－香園窩口－頭份林

- 科技之星交通
  - 【快捷六號】竹東火車站 － 內灣大橋
  - 【快捷六號(支)】竹東火車站 － 內灣大橋 － 尖石鄉公所
  - 【觀光六號】竹東火車站 － 內灣大橋

## 地方特色
- 文化導覽橫山鄉
- 劉興欽漫畫暨發明展覽館

## 旅遊
- 橫山伯公大樟樹
- 九讚頭靈感堂
- 橫山石蟾蜍
- 內灣風景區
- 萬瑞森林遊樂區
- 橫山鄉旅遊-內灣吊橋 （页面存档备份，存于）

## 外部連結
- 橫山鄉公所 （页面存档备份，存于）
- 橫山鄉粉絲團的Facebook專頁